# 漸進浩室
前衛浩室或漸進浩室（英語：Progressive House），是浩室音樂的一個分支，起源於1990年代早期的英國。Progressive House比較注重旋律和樂曲編排，拍點強弱較不明顯，節奏大致在120到134bpm左右。

### 詞源
在流行音樂的脈絡下，"Progressive"一詞於1970年代開始被廣泛使用，藉以區別搖滾樂中偏向實驗形式的作品與主流作品。此類音樂嘗試探索搖滾樂的另類製作方式，還有些組合嘗試透過結合古典樂器提升搖滾樂的美學價值。這些努力催生出Progressive Rock （前衛搖滾），被描述為「搖滾樂中最具自我意識的分支」。
在Disco音樂與其後的House音樂發展過程中，DJ與製作人們出於類似期望，想把嘗試性的作品與標準的作品區隔開，便向搖滾樂借用「Progressive」一詞。

## 外部連結
- Progressive House production tips